# Mangabeyer
Mangabeyer er en gruppe primater i familien Cercopithecidae, der lever i Afrika. Nyere undersøgelser har dog vist, at mangabeyer ikke udgør en systematisk gruppe, men skal opdeles i tre slægter, der kun ligner hinanden overfladisk og ikke i særlig grad er nært beslægtet.
- Slægten Cercocebus er brune eller grå dyr, der opholder sig på jorden. Deres nærmeste slægtninge er formentlig skovbavianerne (Mandrillus). Til denne slægt henregnes seks arter:
  - Cercocebus agilis
  - C. atys
  - Guldbuget mangabey (C. chrysogaster)
  - C. galeritus
  - C. sanjei
  - Hvidkindet mangabey (C. torquatus)

- Slægten Lophocebus (sorte mangabeyer) er trælevende dyr med sortagtig pels. De er nærmest beslægtet med savannebavianer (Papio). Til denne slægt henregnes seks arter:
  - Lophocebus albigena
  - L. ugandae
  - L. osmani
  - L. johnstoni
  - L. aterrimus
  - L. opdenboschi

- Slægten Rungwecebus med en enkelt art, der blev opdaget i 2005:
  - Højlandsmangabey (Rungwecebus kipunji)